# Eckersbach (Schlüsselfeld)

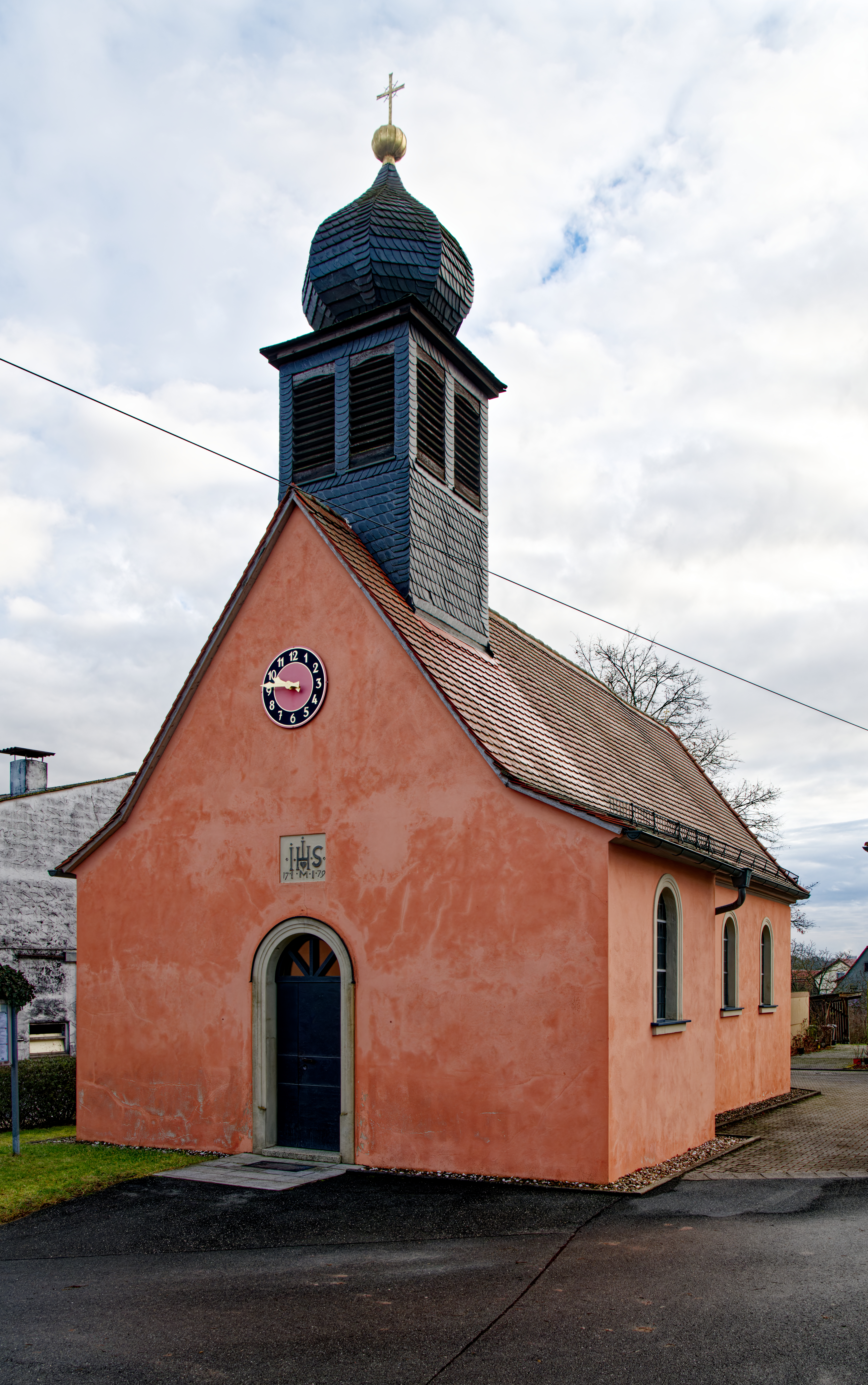
Die katholische Kapelle St. Marien

Eckersbach ist ein Gemeindeteil der Stadt Schlüsselfeld im Landkreis Bamberg (Oberfranken, Bayern). Die Gemarkung Eckersbach hat eine Fläche von 2,966 km². Sie ist in 305 Flurstücke aufgeteilt, die eine durchschnittliche Flurstücksfläche von 9726,15 m² haben.

## Geografie
Das Kirchdorf liegt am Eckersbach, einem linken Zufluss der Reichen Ebrach. Der Ort ist von Acker- und Grünland mit vereinzeltem Baumbestand umgeben. Im Süden südwestlich erhebt sich die Eckersbacher Höhe (365 m ü. NHN). Die Kreisstraße BA 50 verläuft nach Possenfelden (2 km südlich) bzw. zur Staatsstraße 2262 (1,4 km nördlich). Eine Gemeindeverbindungsstraße führt nach Thüngfeld zur Staatsstraße 2260 (2,7 km südwestlich).

## Geschichte
1802 kam Eckersbach an das Kurfürstentum Bayern. Im Rahmen des Gemeindeedikts (frühes 19. Jahrhundert) wurde die Ruralgemeinde Elsendorf gebildet.
Am 1. Mai 1978 wurde die Gemeinde Eckersbach im Zuge der Gebietsreform in die Stadt Schlüsselfeld eingegliedert.

## Baudenkmäler
- Haus Nr. 45: Katholische Kapelle Beate Marie Virgine